# Жан-Батіст Біо
Жан-Баті́ст Біо́ (фр. Jean-Baptiste Biot; 21 квітня 1774 — 3 лютого 1862) — французький фізик, геодезист і астроном.
Член Паризької АН (з 1803). З 1800 року — професор Колеж де Франс, з 1809 року — професор Паризького університету. Основні його наукові праці присвячені дослідженню поляризації світла, магнітного поля електричного струму і акустиці. В 1815 році відкрив явище обертання площини поляризації в рідинах і розчинах. У 1820 році разом із Ф. Саваром дослідами встановив залежність напруженості магнітного поля від величини струму у прямолінійному провіднику, відомий як закон Біо-Савара.
На честь Біо названий мінерал біотит, число Біо та місячний кратер Біо.
Перші роботи Біо були присвячені дослідженню властивостей газів (вимірюванню їхньої густини й показників заломлення). В 1804 році Біо разом з Гей-Люссаком здійнявся на повітряній кулі у верхні шари атмосфери, щоб визначити склад повітря на різних висотах і виміряти магнітне поле Землі. У 1808 та 1809 роках він визначив довжину секундного маятника у Бордо та Дюнкірхені. У 1809 році Біо був призначений професором астрономії.
В 1811 році Біо відкрив поляризацію при заломленні (незалежно від Е. Малюса), в 1815 році — кругову поляризацію (незалежно від Д. Араго й Д. Брюстера), у тому ж році встановив закон обертання площини поляризації (закон Біо) і відкрив існування право- і лівообертальних речовин. Виявив оптичну активність у деяких органічних сполук, зокрема в розчину цукру. Показав, що кут повороту площини поляризації пропорційний концентрації розчину, заклавши тим самим основу недеструктивного методу визначення концентрації цукру — цукрометрії. За цю роботу Біо був нагороджений в 1840 році медаллю Румфорда. В 1820 році разом з Ф. Саваром відкрив закон, що визначає напруженість магнітного поля провідника зі струмом (закон Біо — Савара).